# Розалівка (пункт контролю)
46°49′47″ пн. ш. 29°58′38″ сх. д. / 46.82972° пн. ш. 29.97722° сх. д.Роза́лівка — пункт пропуску через Державний кордон України на кордоні з Молдовою (невизнана республіка Придністров'я). З молдавської сторони пропускні операції тимчасово не здійснюються.
Розташований в Одеській області, Роздільнянський район, в однойменному селі на автошляху Р33. З молдовського боку розташований пункт пропуску «Фрунзе (Нове)» неподалік від сіл Стара Андріяшівка і Нова Андріяшівка, Слободзейський район, на автошляху М5 в напрямку Тирасполя по E58 та E581.
Вид пункту пропуску — автомобільний. Статус пункту пропуску — місцевий з 7.00 до 20.00.
Характер перевезень — пасажирський.
Ідентифікаційний номер — 511900.
Судячи із відсутності даних про пункт пропуску «Розалівка» на сайті МОЗ, очевидно пункт може здійснювати тільки радіологічний, митний та прикордонний контроль.

## Історія

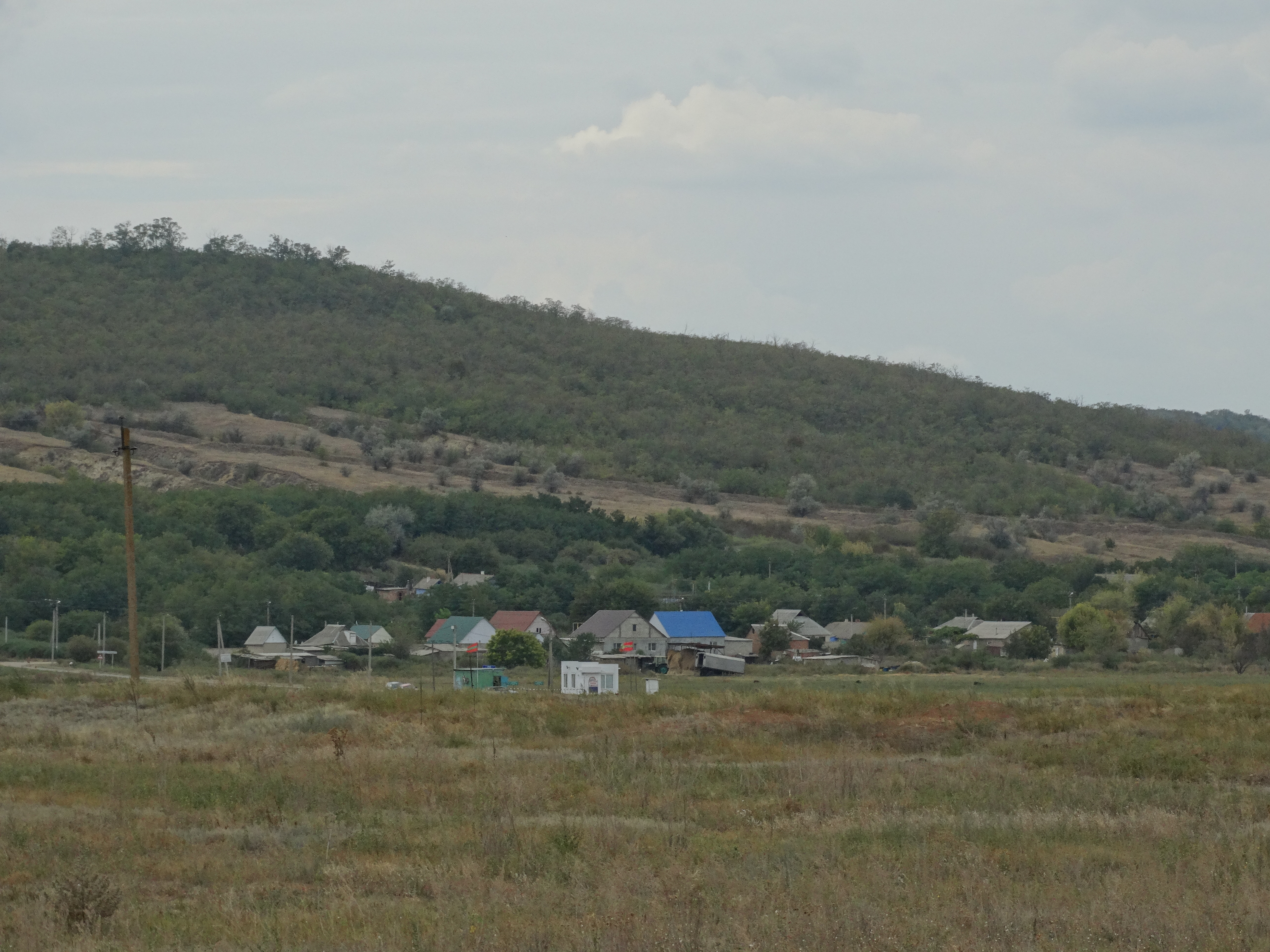
Пункт контролю "Розалівка"

6 листопада 2009 року пункт пропуску був відкритий після реконструкції, яка дозволила перетинати кордон автомобілем.

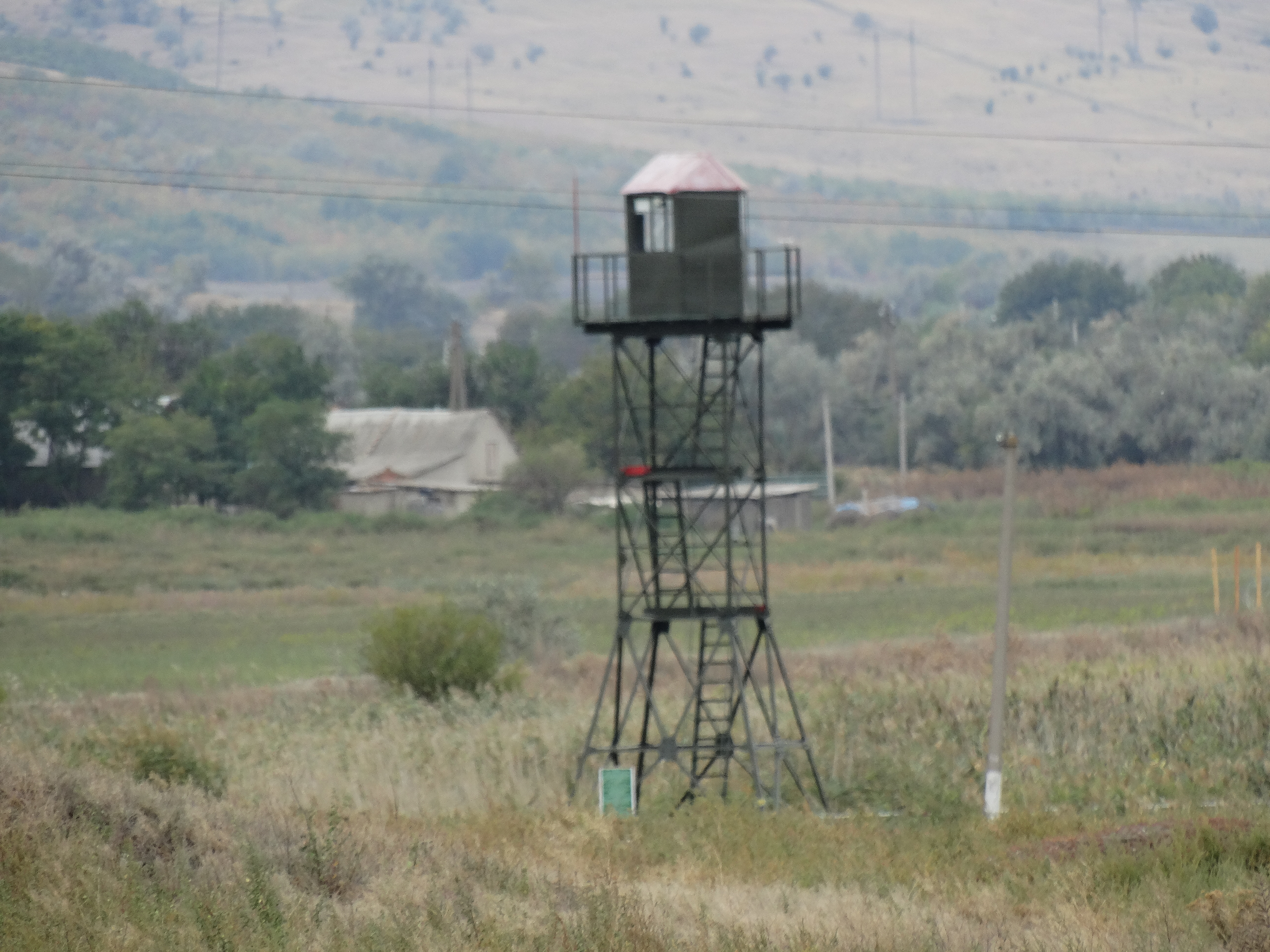
Погранична застава поруч із пунктом контролю

31 березня 2015 року біля пункту пропуску відбулася стрілянина. Прикордонники невизнаної ПМР відкрили вогонь по двох громадян Молдови, які рухались з території України. У результаті один з них отримав важкі поранення. Чоловіки намагались перетнути кордон поза пунктом пропуску.
8 вересня 2015 року був затриманий житель с. Розалівка під час незаконного перекачування спирту за допомогою трубопроводу з території невизнаної ПМР. Також поряд з місцем злочину було виявлено каністрі з характерним запахом. Через два дні після події черговий раз пресслужба митного комітету самопроголошеної ПМР звинуватила українську сторону у дезінформації.
4 березня 2016 року затримали двох мешканців Тирасполя (18 та 19 років), які намагались потрапити в Україну поза пунктом пропуску. Один з них причетний до вчинення теракту та розшукується українськими правоохоронними органами.
Був тимчасово закритий з 13 березня 2020 року до 20 травня 2020 року у зв'язку з пандемією коронавірусної хвороби відповідно до розпорядження КМУ від 13.03.2020 №288-р.